# Турлинський Лісопункт
Турлинський Лісопункт (рос. Турлинский Лесопункт) — селище Бокситогорського району Ленінградської області Росії. Входить до складу Великодвірського сільського поселення.
Населення — 0 осіб (2012 рік). 